# 김건 (1966년)
김건(金建, 1966년 10월 10일~)는 대한민국의 외교관, 정치인이다. 제22대 국회의원이다.

## 학력
- 여의도고등학교 졸업
- 서울대학교 사회과학대학 정치학 학사
- 뉴욕 주립대학교 대학원 정치학 석사

## 경력
- 1989 제23회 외무고시 합격
- 1995. 12. 주미국대한민국대사관 2등서기관
- 1998. 12. 주코트디부아르대한민국대사관 2등서기관
- 2003. 12. 주중국대한민국대사관 1등서기관
- 2007. 1. 외교통상부 북핵협상과장
- 2008. 12. 주인도네시아대사관 참사관
- 2010 대통령실 외교안보수석실 파견
- 2013. 10. 외교부 북미국 심의관
- 2015. 2. 외교부 북핵외교기획단장
- 2016. 10. 주밴쿠버총영사관 총영사
- 2018. 9.~2019. 12. 외교부 국제안보대사 겸 장관특별보좌관
- 2019. 12.~2021. 6. 외교부 차관보
- 2021. 7.~2022. 5. 주영국 대한민국 대사관 겸 주국제 해사 기구 대한민국 대표부 대사
- 2022. 5.~2024. 2. 외교부 한반도평화교섭본부장
- 2024. 2.~2024. 4. 국민의미래 입당
- 2024. 3.~2024. 4. 국민의미래 비례대표 국회의원 후보
- 2024. 3.~2024. 4. 국민의미래 4·10 총선 중앙선거대책위원회 공동선대본부장
- 2024. 4. 10. 대한민국 제22대 국회의원 선거 당선(비례대표, 국민의미래, 초선)[1]
- 2024. 5.~ 제22대 국회의원(비례대표, 국민의힘)[A]
  - 2024. 6.~ 제22대 국회 전반기 외교통일위원회 간사
  - 제22대 국회 전반기 외교통일위원회 법안심사소위원회 위원장
  - 제22대 국회 전반기 외교통일위원회 예산·결산·기금심사 소위원회 위원
  - 2024. 6.~2024. 9. 제22대 국회 전반기 정보위원회 위원
    - 제22대 국회 전반기 정보위원회 예산결산심사소위원회 위원

  - 선진 외교를 위한 초당적 포럼 구성의원
  - 국회 글로벌외교안보포럼 연구책임의원
  - 국회 AI와 우리의 미래 대표의원
- 2024. 6.~2024. 7. 국민의힘 정책위원회 산하 시급한 민생 현안 해결을 위한 AI·반도체특별위원회 위원
- 2024. 8.~ 국민의힘 국제위원장
- 2024. 11.~2025. 6. 국민의힘 정책위원회 산하 AI 세계 3대 강국 도약 특별위원회 위원 겸 R＆D 및 규범 분야 소위원회 위원
- 2025. 4. ~2025. 5.: 국민의힘 한동훈 제21대 대통령 선거 경선후보 국민먼저 캠프 외교위원장
- 2025. 5.~2025. 6.: 제21대 대통령 선거 국민의힘 김문수 대통령 후보 통일외교위원회 공동위원장

## 역대 선거 결과
| 실시년도 | 선거   | 대수 | 직책     | 선거구   | 정당       | 득표수       | 득표율          | 순위         | 당락 | 비고 |
| -------- | ------ | ---- | -------- | -------- | ---------- | ------------ | --------------- | ------------ | ---- | ---- |
| 2024년   | 총선   | 22대 | 국회의원 | 비례대표 | 국민의미래 | 10,395,264표 | \| \| 36.67% \| | 비례대표 6번 |      | 초선 |
|          | 36.67% |      |          |          |            |              |                 |              |      |      |

## 소속 정당
| 소속 정당 | 소속 정당  | 소속 기간 | 비고      |
| --------- | ---------- | --------- | --------- |
|           | 국민의힘   | 2024      | 정계 입문 |
|           | 무소속     | 2024      | 탈당      |
|           | 국민의미래 | 2024      | 입당      |
|           | 국민의힘   | 2024~현재 | 합당      |

## 같이 보기
- 대한민국 제22대 국회의원 선거 국민의미래 후보 목록#비례대표